# Friedrich Hildebrandt
Pour les articles homonymes, voir Hildebrandt.
Friedrich Hildebrandt, né le 19 septembre 1898 à Kiekindemark et mort le 5 novembre 1948 à Landsberg am Lech, est un Gauleiter du NSDAP, gouverneur, général de la SS et criminel de guerre nazi, condamné à mort en 1947 lors du procès des meurtres d'aviateurs alliés.

## Origine et débuts en politique
Friedrich Karl Heinrich August Hildebrandt est le fils de Friedrich Hildebrandt, ouvrier agricole et carrier, et d'Anna Habrecht. Il effectue sa scolarité à Benzin près de Lübz, à Groß Lüben et à Legde. Après son diplôme de fin d'études, il travaille de 1912 à 1914 comme journalier agricole puis trouve un emploi dans les chemins de fer ; il veut y effectuer un apprentissage mais en est empêché par le déclenchement de la Première Guerre mondiale. Il entre dans l'armée comme volontaire le 25 novembre 1916. Il est gravement blessé au ventre et intoxiqué par les gaz de combat. Le 6 août 1918, le 24e régiment d'infanterie est dissous et il est transféré au 4e Régiment d'infanterie du Brandebourg. Après un séjour en hôpital militaire à Wittemberg, il revient à Legde en novembre 1918 et adhère au Parti populaire national allemand (DNVP), nouvellement créé. Le 13 janvier 1919, il entre dans le corps franc fondé par son ancien supérieur, Cordt von Brandis.
Le corps-franc de von Brandis est envoyé en Silésie et dans les pays baltes, Hildbrandt y est fait prisonnier, à Riga, le 6 juillet 1919. Après avoir été interrogé par des officiers lettons et britanniques, il est autorisé à réintégrer son unité. Après avoir été nommé Vizefeldwebel, il quitte l'unité le 15 janvier 1920. Juste après, il intègre la quatrième unité d'intervention de la Sicherheitspolizei (de) dans le district de Mersebourg. Son unité est rassemblée à Ohrdruf et interviendra surtout lors du putsch de Kapp en 1920. Brigadier de police, Hildebrandt intervient brutalement contre un mouvement ouvrier en mars 1920 à Osterfeld et à Weißenfels, les violences entraînent des morts chez les policiers et les ouvriers, ce qui lui vaut plus tard un procès dont il sort cependant acquitté. En juin 1920, il est licencié pour « dérapages verbaux ». Il travaille ensuite comme ouvrier agricole et est de 1921 à 1922 président du comité de district du syndicat des travailleurs agricoles de Westprignitz et du Brandebourg. En septembre 1922, il est délégué du DNVP au congrès de Görlitz et se rapproche alors de l'aile droite du parti menée par Albrecht von Graefe. Peu de temps après, des dissensions internes au parti entraînent son exclusion, et il rejoint le corps France de Gerhard Rossbach, futur participant au putsch de la Brasserie.

## Au NSDAP
En 1924, il adhère au Parti populaire allemand de la liberté (DVFP), un parti völkisch antisémite qu'il représente comme député au Landtag de l'État libre de Mecklembourg-Schwerin de 1924 à mars 1925. Après sa rencontre avec Adolf Hitler le 16 février 1925, il rejoint le parti national-socialiste des travailleurs allemands le 8 mai 1925, où il est enregistré sous le n°3.653 (sa femme Elise Krüger adhérera également, le 16 décembre de la même année, sous le n°25.806). Il conserve son mandat au Landtag et devient ainsi le premier député nazi du Landtag de l'État libre de Mecklembourg-Schwerin (de). Le 27 mars 1925, Gregor Strasser, alors député nazi au Reichstag, le nomme Gauleiter de Mecklembourg-Lubeck, Gau nouvellement créé. En juin de la même année, il fonde le journal de propagande Niederdeutscher Beobachter, qui paraîtra jusqu'en avril 1945.
Il rédige un manuscrit intitulé Lösung der Judenfrage (Solution de la question juive) où il considère que la noblesse du Mecklembourg est « fortement enjuivée ». À Munich, la centrale du parti se montre peu enthousiaste au sujet de ses écrits : « Beaucoup de fantasmes, qui, de plus, sont dangereux s'ils tombent entre les mains de nos ennemis ».
La défaite électorale du NSDAP le 6 juin 1926 lui fait perdre son mandat électif. Il perd également les indemnités qui y était attachées et rencontre des difficultés financières, et ce n'est que grâce à l'aide financière de quelques sympathisants, dont le chevalier Adolf von der Lühe (1860-1934), qu'il peut poursuivre son activité au sein du parti. Il déménage à Parchim où a été transférée l'administration du Gau ; de novembre 1927 à janvier 1930, il y est conseiller municipal. Le 23 juin 1929, il est réélu au Landtag de Schwerin.
En juillet 1930, Otto Strasser quitte le NSDAP ; son journal Nationaler Sozialist publie alors qu'Hildebrandt s'est rapproché de la nouvelle formation de Strasser, la Communauté de combat nationale-socialiste (NSKD). Hildebrandt est alors limogé de son poste de Gauleiter et rétrogradé au rang de vice-Gauleiter. Le 11 mai, le Niederdeutscher Beobachter annonce qu'il est solidaire des « nationaux-socialistes révolutionnaires »,. Cependant, après une campagne de diffamation du Völkischer Beobachter, l'organe de presse officiel du parti nazi, qui dénonce les « traîtres sans discipline » et la « racaille littéraire », Hildebrandt se distancie de Strasser et de ses théories politiques, et communique à la presse qu'il n'a pas l'intention de rejoindre le camp de Strasser.
Lors des élections législatives allemandes de 1930 où le parti nazi passe de 12 à 107 sièges au Reichstag, Hildebrandt est élu député de la 35e circonscription électorale qui recouvre Mecklembourg-Schwerin, Mecklembourg-Strelitz et Lubeck. Au début de mars 1931, il retrouve son poste de Gauleiter. Le 4 du même mois, il part à Munich afin de rencontrer Hitler.
Il est à cette époque en contact avec le grand-duc Frédéric-François IV dont le fils Frédéric-François a intégré le NSDAP et la SS en mai 1931. Le grand-duc lui apporte son soutien dans sa campagne électorale, et déclare à propos de l'assassinat de deux communistes (tués le 31 octobre par le SA Gaedecke) : « Par bonheur, les deux d'en face ont été balayés »,.
En 1931 et 1932, les affrontements entre adversaires politiques deviennent de plus en plus violents, une situation que Hildebrandt sait exploiter à des fins de propagande. Il présente comme « martyrs du mouvement » les blessés et les morts, comme le SA Friedrich Wittenburg, prétendument assassiné : Wittenburg, un assistant jardinier, est mortellement blessé dans un accident de la circulation en septembre 1931, ce que Hildebrand présente comme un assassinat politique. Les affrontements entre des membres de la Reichsbanner Schwarz-Rot-Gold, la section paramilitaire du SPD, et les SA atteignent leur paroxysme le 10 juillet 1932 à Hagenow : en présence de Hildebrandt, les SA attaquent la maison des syndicats de Hagenow au moment où se tient l'assemblée des sympathisants de la Reichsbanner. Le mobilier est détruit et une fusillade éclate devant le bâtiment, après laquelle Alfred Hinze, membre de la Reichsbanner, est arrêté pour port d'armes, tandis que Hildebrandt est laissé libre, bien qu'armé d'un pistolet.
Aux élections régionales de 1932, son mandat de député est renouvelé. Le NSDAP dispose alors de la majorité absolue au Landtag, et un gouvernement régional nazi est constitué à la tête de l'État libre de Mecklembourg-Schwerin.
Hildebrandt ne cherche pas seulement la confrontation avec d'autres partis et organisations politiques, il est aussi un ennemi déclaré de l'église catholique, : « Lorsque je serai aux commandes, je veillerai à ce qu'il n'y ait plus un seul catholique dans tout le Mecklembourg dans un délai de deux ans. ».

## Reichsstatthalter du gouvernement régional

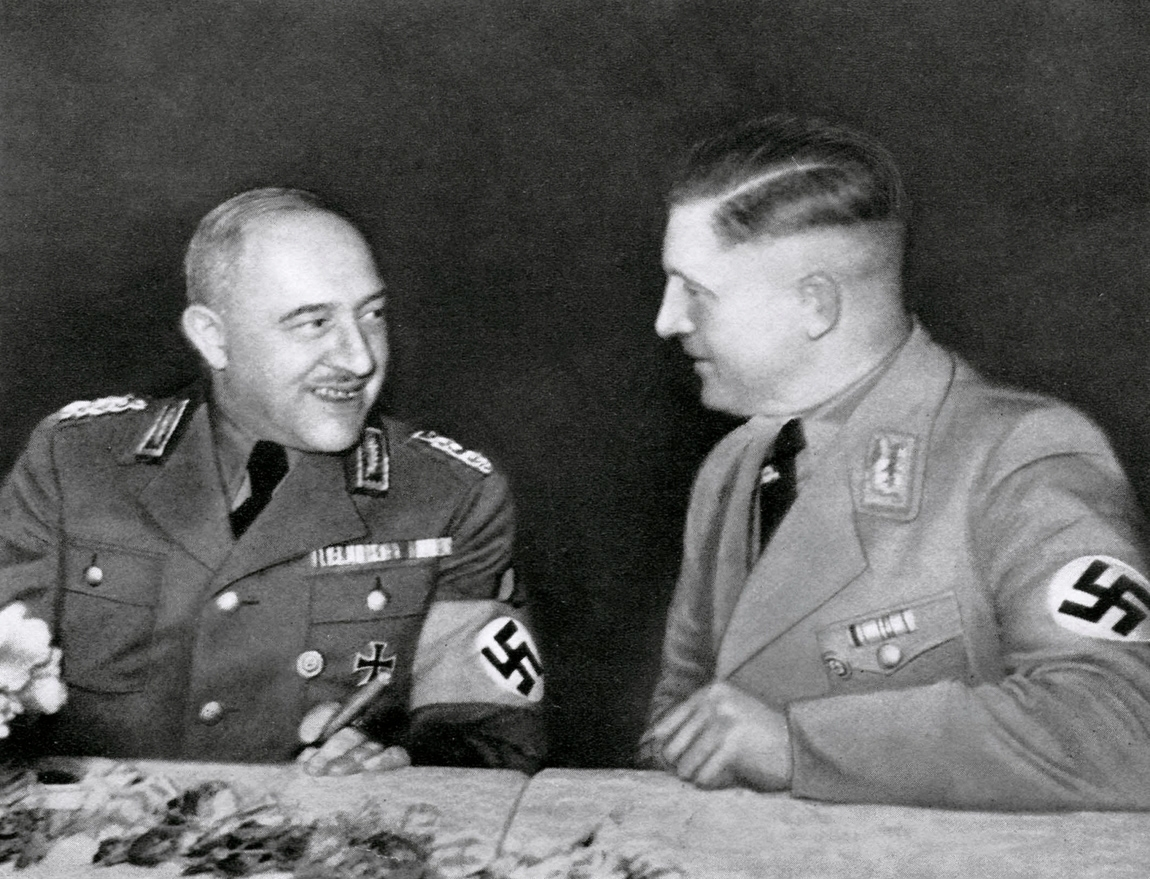
Konstantin Hierl et Friedrich Hildebrandt en 1939.

Le 24 mars 1933, il est nommé commissaire du Reich pour l'ensemble du Mecklembourg, puis le 26 mai 1933, gouverneur du Reich pour le Mecklembourg-Schwerin, le Mecklenburg-Strelitz et la Ville libre de Lübeck. La nomination a été retardée en raison des hésitations de Hindenburg et des protestations de la noblesse du Mecklembourg, celle-ci n'ayant pas oublié l'implication de Hildebrandt dans l'assassinat d'Andreas von Flotow (de), abattu lors d'une soi-disant tentative de fuite. Les rapports entre la noblesse locale et le gouverneur en restèrent durablement affectés.
En 1933, Hildebrandt est nommé Reichsredner (de) du NSDAP, une fonction d'orateur officiel, un poste où il donne satisfaction, effectuant ses discours sans lire ses notes.
Après avoir assuré son pouvoir, il entreprend la réunification des deux États libres du Mecklembourg. Le 13 octobre, les deux parlements régionaux décident à Rostock la fusion du Mecklembourg-Schwerin et du Mecklembourg-Strelitz avec entrée en vigueur au 1er janvier 1934. L'opposition interne au sein du parti, bien qu'assez forte, ne peut empêcher le processus.
Le 5 décembre 1933, il entre dans la SS (enregistré sous le n° 128 802) avec le rang d'Oberführer, et nommé à titre honoraire dans le 22e SS-Standart. Il gravit les échelons, devenant SS-Gruppenführer le 27 janvier 1934 et SS-Obergruppenführer le 30 janvier 1942.
Au début de l'été 1934, il échappe à une tentative de renversement menée par le ministre-président Hans Egon Engell (de), par le colonel de la police régionale Hans Heidemann et par d'autres membres du parti nazi qui prétendent qu'Hildebrandt souffre d'une maladie mentale héréditaire qui l'empêche d'occuper ses fonctions, arguant de l'hospitalisation de sa mère Bertha dans un institut et des troubles du développement de sa fille. Il faudra l'intervention de l'évêque évangélique Walther Schultz auprès de Rudolf Hess pour enrayer le complot. Engell est contraint à la démission et le policier Heidemann l'objet d'une procédure disciplinaire fin septembre.
En septembre 1935, il entre à l'Académie du droit allemand fondée par Hans Frank, chargé de la refonte du droit allemand selon l'idéologie nazie. En février 1936, il est membre honoraire du comité directeur du Reichsbund der Kinderreichen (de), une association au profit des familles nombreuses contrôlée par le Département de la politique raciale du NSDAP et soutien de la politique eugéniste du régime nazi.
Il entretient une rivalité avec le ministre-président Friedrich Scharf (de), successeur d'Hugo Engell, et demande officiellement sa destitution en 1937. Scharf est cependant protégé par la direction du NSDAP et par les dirigeants de la SS. Après le rejet de sa requête, la direction du parti signale à Hildebrandt qu'on le considère comme un « râleur qui rentre en conflit avec tout le monde ».
Le 1er avril 1937, Une réforme territoriale retire de sa compétence les districts de Lubeck, confiés à Hinrich Lohse, Gauleiter du Schleswig-Holstein puisqu'aux termes de la Loi du Grand Hambourg, Lubeck perd son indépendance. Dès lors, il n'est plus que Gauleiter et Reichsstatthalter de Mecklembourg.
Tout le temps de ses fonctions, Hildebrandt s'enrichit personnellement et fait profiter ses proches d'avantages. Ainsi, il octroie à des camarades du parti d'avantageux crédits immobiliers à la construction et met à leur disposition des terrains constructibles bien situés. Il acquiert une vaste propriété, le domaine Gößlow, à Lübtheen pour un prix modéré de 50000 Reichsmarks. Il est également éditeur et propriétaire de plusieurs publications du NSDAP, le Niederdeutscher Beobachter, le Lübecker Beobachter et le Strelitzer Beobachter,.
Fin août 1939, il est nommé Maître de chasse du Gau en remplacement de Martin Kliefoth.
Hildebrandt met en place les mesures d'euthanasie des enfants handicapés. En avril 1941, il exproprie et fait vider la maison de la diaconie Lobetal (à Lübtheen). Les enfants handicapés mentaux qui y sont hébergés sont transférés à Schwerin, à la Carl-Friedrich-Flemming-Klinik (de) où ils sont assassinés dans le service pédiatrique dirigé par le psychiatre Alfred Leu (de). Hildebrandt déclarera avec cynisme : « J'ai fait nettoyer Lobetal. J'ai fait expédier les idiots là où ils doivent aller ».
Hildebrandt, totalement dénué de scrupules, constatant durant l'hiver 1941-1942 la mort de faim de milliers de prisonniers de guerre russes dans le Mecklembourg, écrit à la chancellerie du NSDAP pour exprimer ses inquiétudes sur la perte de main d'œuvre que cela représente. Il précise que « le problème pourrait être résolu si suffisamment d'autres Russes pouvaient être livrés ». De même, lors de la réunion de la commission de défense du Reich le 17 mars 1942, il déclare : « pour le Führer et pour la cause d'Adolf Hitler, je fais valoir le droit, même s'il faut marcher par-dessus des cadavres ». À la fin 1943, 152 148 personnes dont des prisonniers de guerre sont soumises au travail forcé et exploitées sans pitié dans le Mecklembourg.
La fonction de Gauleiter comprenait diverses missions annexes : ainsi, en  septembre 1939, il est nommé commissaire à la Défense du Reich dans la IIe région militaire, chargé de la défense civile, ainsi que commissaire à la Défense. Le 15 novembre 1940, il hérite de la fonction de commissaire au logement. Le 6 avril 1942, Fritz Sauckel, l'organisateur du travail forcé dans le Reich, le nomme Chargé de pouvoir pour l'emploi de la main d'œuvre. Le 16 novembre de la même année, il est commissaire à la Défense du Reich de tout le Mecklembourg.
À la fin de la guerre, il prend en charge le Volkssturm dans son Gau du Mecklembourg. Le 24 février 1945, il rencontre Hitler une dernière fois dans son bunker de la Chancellerie à Berlin, lors de la célébration de l'anniversaire de la fondation du NSDAP : cette réunion, la dernière réunion de l'ensemble des Gauleiter constituer une occasion pour leur annoncer l'arrivée imminente de nouvelles armes miraculeuses. Hildebrand fait partie des quelques Gauleiter crédules qui se laissent abuser par cette annonce. Il passe les deux semaines suivantes à appeler les chefs de bataillon et de compagnies du Volkssturm à résister à l'ennemi : il attend « une volonté de résistance sans conditions » et « une haine fanatique ». Dans l'édition du 5 avril 1945 du Rostocker Anzeiger, il écrit encore : « Le moindre soupçon de relâchement du moral du combattant sera puni durement et sans pitié ». À cette fin, Hildebrandt met en place un tribunal d'exception pour poursuivre ceux qui mettent en danger « la capacité de combat et la détermination du combattant ».
Il passe les dernières semaines de la guerre dans un poste de commandement souterrain de l'école de formation idéologique du Gau. Il exerce pour la dernière fois ses fonctions de Gauleiter, lorsque l'amiral Dönitz, chargé de la défense du nord du Reich convoque le 25 avril 1945 à Plön les Gauleiter du nord de l'Allemagne pour coordonner leur action.
Hildebrandt s'enfuit le 1er mai devant l'avancée des troupes américaines.

## Procès pour crimes de guerre
Le 12 mai 1945, Hildebrandt est arrêté à Cismar par la police militaire britannique et emprisonné au Civilian Internment Camp (C.I.C.) no 1, puis dans différents lieux de détention avant d'être remis à l'armée américaine le 1er avril 1946, puis transféré le 12 avril 1947 au War Criminals Prison no 1 et inculpé pour meurtre d'aviateurs alliés.
Pour sa participation aux meurtres d'aviateurs alliés, qui contreviennent à la première et à la seconde conférence de La Haye, il est condamné à la pendaison par le tribunal militaire de Dachau le 31 mars 1947.
De juin à décembre 1944, des soldats américains de la United States Army Air Force faits prisonniers à Pingelshagen, Klink, Veelböken et Möllin ont été assassinés sur les ordres de Hildebrandt, ordres transmis à ses co-acccusés Wilhelm Bollow (Kreisleiter), Karl Grönwaldt (Kreisamtsleiter), Kurt Müller (Ortsgruppenleiter), Ewald Haselow (Ortsgruppenleiter), Fritz Schröder (Blockleiter) et Franz Penzien (Kreisstellenleiter). Hildebrandt et son épouse transmettent deux demandes de grâce qui sont refusées. Le verdict est confirmé le 22 mars 1948 par le général Lucius D. Clay. Hildebrandt est exécuté le 5 novembre 1948 à la prison de Landsberg.
Son implication dans l'euthanasie pratiquée à la Carl-Friedrich-Flemming-Klinik fait l'objet d'une autre procédure judiciaire. De 1946 à 1948, le procureur de Schwerin installé par l'administration militaire soviétique demande à ce qu'on lui transfère Hildebrandt pour qu'il réponde de crime contre l'humanité. Les Britanniques et les Américains refuseront le transfert.